# Cratere Bombala
Bombala  è un cratere sulla superficie di Marte.